# Ден Мілман
Ден Мілман (англ. Dan Millman; нар. 22 лютого 1946) — американський гімнаст, перший чемпіон світу зі стрибків на батуті, нині тренер в університеті, інструктор бойових мистецтв і викладач коледжу, філософ.
Його книги, включаючи «Подорожі Сократа», «Мирний воїн» та «Життя, яке ви народилися прожити», видані більш ніж 29-ма мовами. Семінари, ідеї та тренінги Дена вплинули на людей різного віку та професій, у тому числі лідерів в галузях охорони здоров'я, психології, освіти, бізнесу, політики, спорту, дозвілля і мистецтва. 
Ден і його дружина Джой живуть у північній Каліфорнії. У нього три дорослі дочки і двоє онуків.

## Раннє життя
Ден Мілман народився в Лос-Анджелесі, штат Каліфорнія, в сім'ї Германа і Вівіан Мілман (обоє покійні), має старшу сестру Діану. Велику частину його раннього життя займають активні заняття, включаючи сучасні танці, бойові мистецтва, батут,акробатика та гімнастика. Під час останнього року навчання в John Marshall High School (Лос-Анджелес), Мілман виграв United States Gymnastics Federation (USGF) національний титул на батуті і був визнаний Старшим спортсменом року.
На першому курсі в U.C. Berkeley у 1964 він виграв Trampoline World Championships в Лондоні. В U.C. Berkeley він отримав нагороду All-American і виграв NCAA чемпіонат по стрибкаму 1964 р. А у 1966 виграв USGF чемпіонат по вільних вправах.
У 1966 р. він представляв США в Maccabiah Games, вигравши 4 золотих медалі у спортивній гімнастиці.
Він був визнаним старшим атлетом року U.C. Berkeley. У 1968 р. закінчив бакалаврат у галузі психології.
На початку свого раннього життя Ден потрапив в аварію і зламав ногу.

## Книги автора
- 1979: Whole Body Fitness
- 1980: Мирний воїн (фільм)/Way of the Peaceful Warrior
- 1985: The Warrior Athlete (rev. ed. of Whole Body Fitness)
- 1990: Священное путешествие Мирного Воина
- 1991: Secret of the Peaceful Warrior
- 1992: Не бывает Обычных Мгновений
- 1992: Ничего обычного
- 1993: Quest for the Crystal Castle
- 1994: The Life You Were Born to Live: A guide to finding your life purpose
- 1995: The Laws of Spirit: A tale of transformation
- 1998: Everyday Enlightenment: The twelve gateways to personal growth
- 1999: Совершенное владение телом и разумом
- 2000: Living on Purpose: Straight answers to life's tough questions
- 2005: Двенадцать врат просветленной повседневности
- 2006: Путешествие Сократа
- 2007: Wisdom of the Peaceful Warrior: A companion to the book that changes lives
- 2009: Повседневная просветленность
- 2009: Bridge Between Worlds: Extraordinary experiences that changed lives
- 2010: Peaceful Warrior: The Graphic Novel
- 2011: Вопросы разума - ответы сердца
- 2011: Четыре жизненных цели

## Фільм"Мирний Воїн"
2 червня 2006 на екрани вийшов фільм «Мирний воїн (фільм)». Мирний Воїн (англ. Peaceful Warrior) — художній фільм-драма, який базується на творі Way of the Peaceful Warrior Дена Мілмана. Режисер — Віктор Селва. У головних ролях: Нік Нолті — Сократ, Скотт Мекловіц — Ден Міллман, Емі Смарт — Джой. Фільм спочатку вийшов у невеликій кількості кінотеатрів, але завдяки тому, що викликав величезний інтерес у глядачів, удостоївся національної прем'єри і з 30 березня — 1 квітня демонструвався на всій території США. 26 червня офіційно затверджений вихід фільму на DVD.

## Книги, згруповані по розділах
Ден Мілман виділяє три основні категорії своїх книг:  [Архівовано 22 липня 2015 у Wayback Machine.]
1. Надихаючі повісті, що розширюють кругозір читача:
  - Шлях Мирного Воїна
  - Містична Подорож Мирного Воїна
  - Подорож Сократа
2. Книги-керівництва:
  - Суть навчання та практичні керівництва:
    - Мудрість Мирного Воїна
    - Жити з Метою
    - Життя, яке ви народилися прожити
    - Дванадцять Воріт просвітленої повсякденності
    - Закони Духа

  - Більш загальні книги-керівництва та приклади з життя:
    - Майстерність Тілесного Свідомості
    - Не буває звичайних Миттєвостей
    - Божественне Втручання
    - Дитячі книги:

  - Секрет Мирного Воїна
  - Подорож до кристально Замку